# Santaloides acuninatum
Santaloides acuninatum là một loài thực vật có hoa trong họ Connaraceae. Loài này được (Hook. f.) Kuntze miêu tả khoa học đầu tiên năm 1891.